# Čifir

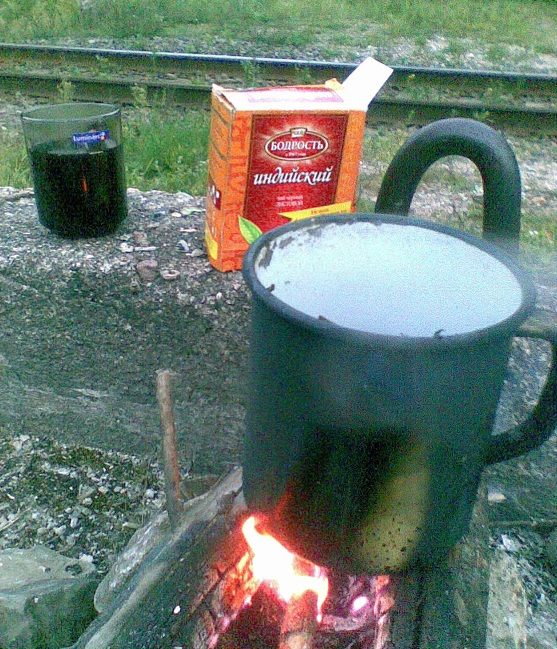
Příprava čifiru ve smaltovaném hrnku

Čifir (rusky чифи́рь) je velmi silný výluh čaje s psychostimulačními účinky. V Česku je znám pod slangovým názvem „magorák“ a ve starší literatuře se používají termíny „čefír“, „džefír“ nebo „kulér“. Čifir je návykový a často se do něj přidávají tabák či analgetika.

## Původ názvu
Existuje několik verzí vzniku slova:
- Od ruského slova чагир (čagir) — název náhražky čaje, používané ve Východní Sibiři.
- Od ruského slova чихирь (čichir') — název kavkazského vína.[2]
- Od sibiřského ruského slova чихирь (čichir') — označuje zkažené, zkyslé víno či obecně omamné látky nejasného složení a tmavé barvy.[3]

## Příprava
Nejdříve je potřeba nádobu naplnit vodou a přivést ji k varu, načež se na hladinu nanáší vrstva čajových lístků, které se v žádném případě do vody nevmíchávají. Výsledný silný koncentrát vzniká dlouhým vařením (avšak těsně pod bodem varu), vypařením nadbytku vody a klesnutím čajových lístků na dno. Následně se lístky scedí. Hotový výluh má tmavou až černou barvu, která je způsobena uvolněním velkého množství alkaloidu guaninu.[rozpor] K přípravě je nejvhodnější černý čaj a doba vaření se liší v závislosti právě na typu použitého čaje.
Do výsledného produktu se i přes extrémně hořkou chuť nepřidává cukr, jelikož by umocnil nežádoucí účinky: bolest hlavy a tachykardii. U lidí se slabým srdcem by následkem přidání cukru mohl být i infarkt.
Čifir se pije nalačno, aby bylo dosaženo co nejúčinnějšího výsledku, a po vypití je možné si dát sladký bonbon k zastavení třesu těla, ke kterému po požití trpkého nápoje dochází. Aby bylo možné ze zbytků čajových lístků získat co nejvíce, ve vězeňském prostředí je vaří ve vodě a přidávají sodu, nicméně tento způsob škodí zdraví ještě více než čifir samotný.

## Vlivy na organismus
Chemické složení čifiru charakterizuje zejména vysoký obsah kofeinu, látek vznikajících převařením teinu,[rozpor] ale i tělu škodících alkaloidů: adeninu a guaninu, které při standardní přípravě zůstávají nerozpustné a do čaje se neuvolňují. Proto je chuť trpčejší než nejsilnější typy čaje. Díky obsahu kofeinu se uživatelé této látky cítí plni energie, což po ústupu účinku ústí v opačný stav. I přes tyto zápory se v čifiru schraňují vitamíny.
Po požití nápoje tělo prožívá nával energie, ale i bolest hlavy, tachykardii, pocit tlaku v hlavě, zvýšení krevního tlaku, dokonce i dušnost. Látky obsažené v čifiru způsobují stahy hladkého svalstva ve střevech, což vede k potřebě defekace. Abstinenčními příznaky jsou deprese a podrážděnost.

## Čifir v ruském vězení
V ruských věznicích se při přípravě čifiru do vroucí vody přidává po 2-3 lžičkách čajových lístků na konzumenta. S pitím čifiru je spojená specifická slovní zásoba, např. výraz pro označení toho, že čifir je hotový (čajové lístky klesly na dno), je „čaj spadl“ (чай упал). Čifir doprovází rituál, při němž vězni sedí v kruhu, šálek s čifirem předávají jeden druhému a upíjejí po dvou doušcích. Do samostatného šálku se nalévá jen těm, kdo nejsou součástí skupiny. Na některých místech se vtipkovalo o tom, že tři loky pijí jen homosexuálové. Dostatečně silný výluh pak je oceněn výrazem „jed“.
Čifir se i pašuje, a to ve formě zaschlého koncentrátu, jenž se před konzumací zalévá horkou vodou. Nejčastěji se k vězňům dostával gruzínský čaj, který byl obecně považován za nekvalitní, ale pro potřeby vězňů dostatečně silný. Účinky byly obzvlášť ceněné v době, kdy v sibiřských věznicích nebyl pro vězně dostatek jídla.
Listy zbylé po prvním vaření většinou slouží jako odměna tomu, kdo se o přípravu postaral, protože je možné je znova vařit. Čifir je možné ve vězení použít i jako platidlo. Zbytky čifiru někteří vězni vtírali do svého oblečení, aby se lépe připravili např. na samovazbu.

## Čifir v umění

### Hudba
Hudební skupina Leningrad se o čifiru zmiňuje v textu své písně Svoboda (Свобода).
Hudební skupina Bělomorkanal má v repertoáru píseň s názvem Čifírek a papirosa (Чифирок и папироса).